# 前田吉朗
前田 吉朗（まえだ よしろう、1981年10月31日 - ）は、日本の男性総合格闘家。香川県高松市出身。パンクラス大阪稲垣組所属。元DEEPバンタム級王者。元フェザー級キング・オブ・パンクラシスト。

## 来歴
中学時代は卓球部に所属。2000年5月26日、テレビで船木誠勝 vs ヒクソン・グレイシー戦（コロシアム2000）を観て総合格闘技に興味を抱き、総合を学ぶべく、地元香川から大阪へ。格闘技経験のないままP'sLAB大阪に入門した。
2002年11月、全国総合格闘技オープントーナメント全国大会 60kg未満級で優勝を果たした。
2003年2月16日、P'sLAB大阪プロ第1号選手としてパンクラスにてプロデビュー。同年7月27日、決勝戦で志田幹に勝利しパンクラス ネオブラッド・トーナメント フェザー級を優勝した。以降デビュー以来14戦無敗であった。
2005年5月22日、PRIDE初出場となったPRIDE 武士道 -其の七-でチャールズ・"クレイジー・ホース"・ベネットと対戦し、デビュー以来初の敗北を喫した。
2005年10月28日、DEEP 21 IMPACTで開幕したDEEPフェザー級（-65kg）トーナメントの1回戦でTAISHOにKO勝ち。12月2日、DEEP 22 IMPACTの準決勝でムアンファーレッグ・ギャットウィチアンにKO勝ち。2005年12月2日、DEEP 22 IMPACTの決勝にて今成正和にアンクルホールドで一本負け。
2006年3月19日、PANCRASE 2006 BLOW TOURでDJ.taikiと対戦し、TKO負け。
2006年6月6日、パンクラス初代フェザー級（-64kg）王座決定トーナメント1回戦で山本篤と対戦し、跳び膝蹴りでKO勝ち。8月27日、決勝でDJ.taikiと再戦し、2-1の判定勝ちを収めリベンジを果たすと共に王座獲得に成功した。
2006年11月5日、PRIDE 武士道 -其の十三-でジョー・ピアソンと対戦し、開始54秒フロントチョークで一本負け。
2007年4月27日、パンクラスでCWFCフェザー級王者ダニー・バッテンと対戦し、3-0の判定勝ち。
2007年12月22日、DEEP PROTECT IMPACT in OSAKAでキム・ジョンマンと対戦し、0-0の判定で引き分けた。

### WEC
2008年2月13日、WEC初出場となったWEC 32でチャーリー・ヴァレンシアと対戦し、左ミドルキックで1RKO勝ち。
2008年6月1日、WEC 34のWEC世界バンタム級タイトルマッチで王者ミゲール・トーレスに挑戦。テイクダウンを数度奪うも、顔面へのパンチを受け続けて右目が腫れ、3ラウンド終了時にドクターストップでTKO負けを喫し王座獲得に失敗した。敗れはしたものの、ファイト・オブ・ザ・ナイトを受賞した。
2008年9月10日、WEC 36でハニ・ヤヒーラと対戦予定であったが、開催地のフロリダにハリケーン直撃の恐れがあったため開催延期された。
2008年10月、バンタム級転向を表明し、パンクラスフェザー級王座を返上した。
2008年11月5日、WEC 36でハニ・ヤヒーラと対戦し、フロントチョークで一本負けを喫した。

### DREAM
2009年3月8日、DREAM初出場となったDREAM.7のフェザー級（-63kg）グランプリ1回戦でミカ・ミラーと対戦し、3-0の判定勝ち。5月26日、DREAM.9の2回戦で高谷裕之と対戦し、TKO負けを喫した。
2009年10月25日、DREAM初のケージ開催となったDREAM.12でチェイス・ビービと対戦し、チョークスリーパーで一本勝ちを収めた。
2010年3月22日、DREAM.13でコール・エスコベドと対戦し、左ハイキックで失神KO負けを喫した。
2010年5月29日、ケージ開催となったDREAM.14で大沢ケンジと対戦し、1-2の判定負けを喫した。
2010年10月24日、DEEP 50 IMPACTで大塚隆史と対戦し、2-0の判定勝ちを収めた。
2010年12月30日、戦極 Soul of Fightで行われたSRC VS DREAM 交流戦で金原正徳と対戦し、パンチラッシュでTKO勝ちを収めた。
2011年5月29日、DREAM JAPAN GPのバンタム級日本トーナメント1回戦で所英男と対戦。試合直前の練習で腰を痛め、奮戦するものの2Rに腰痛が悪化しセコンドがタオルを投入してTKO負け。
2012年2月18日、DEEP 57 IMPACTで行われたDEEPバンタム級タイトルマッチで王者の大塚隆史に挑戦し、チョークスリーパーで一本勝ちを収め王座獲得に成功した。
2012年8月18日、DEEP 59 IMPACTで行われたDEEPバンタム級タイトルマッチで挑戦者の和田竜光と対戦し、3Rにチョークスリーパーで一本勝ちを収め王座の初防衛に成功した。
2012年12月31日、DREAM.18 & GLORY 4でビビアーノ・フェルナンデスと対戦し、三角絞めで一本負け。
2013年4月26日、DEEP 62 IMPACTで行われたDEEPバンタム級タイトルマッチで挑戦者のDJ.taikiと対戦。1Rは優勢に進めるも、2RにパウンドでTKO負けを喫し王座から陥落した。
2014年2月23日、VTJ4 thで行われたフライ級トーナメント1回戦で修斗世界バンタム級（-56kg）王者神酒龍一と対戦し、0-3の判定負け。
2014年6月22日、DEEP 67 IMPACTで元谷友貴と対戦し、腕ひしぎ十字固めで一本負け。
2014年12月31日、DEEP DREAM IMPACT 2014 〜大晦日SPECIAL〜で越智晴雄と対戦し、2-0の判定勝ち。
2015年9月13日、VTJ 7thで征矢貴と対戦し、判定勝ち。
2021年3月20日、PROFESSIONAL SHOOTO 2021 Vol.2で平良達郎と対戦し、スリーパーホールドで一本負け。

### RIZIN
2021年11月20日、RIZIN初出場となったRIZIN.32で砂辺光久と18年ぶりに再戦し、判定勝ち。
2025年3月30日、3年4ヶ月ぶりの試合となるRIZIN.50でRIZIN甲子園2024優勝およびプロデビュー戦となる横内三旺と対戦。3Rにリアネイキッドチョークで一本勝ちを収めた。

## 戦績

### プロ総合格闘技
| 総合格闘技 戦績 | 総合格闘技 戦績 | 総合格闘技 戦績 | 総合格闘技 戦績 | 総合格闘技 戦績 | 総合格闘技 戦績 | 総合格闘技 戦績 |
| --------------- | --------------- | --------------- | --------------- | --------------- | --------------- | --------------- |
| 62 試合         | (T)KO           | 一本            | 判定            | その他          | 引き分け        | 無効試合        |
| 40 勝           | 15              | 9               | 15              | 1               | 3               | 0               |
| 19 敗           | 9               | 6               | 4               | 0               | 3               | 0               |

| 勝敗 | 対戦相手                                   | 試合結果                           | 大会名                                                                               | 開催年月日     |
| ○    | 横内三旺                                   | 3R 2:55 リアネイキッドチョーク     | RIZIN.50                                                                             | 2025年3月30日  |
| ○    | 砂辺光久                                   | 5分3R終了 判定3-0                  | RIZIN.32                                                                             | 2021年11月20日 |
| ×    | 平良達郎                                   | 1R 1:01 スリーパーホールド         | PROFESSIONAL SHOOTO 2021 Vol.2                                                       | 2021年3月20日  |
| ×    | 福田龍彌                                   | 3R 4:57 TKO（スタンドパンチ連打）  | PROFESSIONAL SHOOTO 2020 Vol.4 in OSAKA 【修斗世界フライ級暫定王座決定戦】           | 2020年7月12日  |
| ○    | ペイヨングサック                           | 1R 3:18 スリーパーホールド         | DEEP & PANCRASE大阪大会 2019                                                         | 2019年11月17日 |
| ○    | 内藤頌貴                                   | 5分3R終了 判定2-1                  | SHOOTO 30th ANNIVERSARY TOUR 第5戦                                                   | 2019年6月30日  |
| ×    | 清水清隆                                   | 1R 4:37 KO（グラウンドパンチ）     | SHOOTO 30th ANNIVERSARY TOUR 開幕戦                                                  | 2019年1月27日  |
| ○    | オニボウズ                                 | 5分3R終了 判定3-0                  | プロフェッショナル修斗 in OSAKA 2018                                                 | 2018年6月17日  |
| ○    | キム・ヨンハン                             | 1R 0:54 TKO                        | プロフェッショナル修斗公式戦 in OSAKA                                                | 2017年6月25日  |
| ×    | 覇彌斗                                     | 5分3R終了 判定0-3                  | 修斗 後楽園ホール大会                                                                | 2017年1月29日  |
| ○    | ランボー宏輔                               | 2R 2:43 チョークスリーパー         | 修斗 FIGHT & MOSH                                                                    | 2016年4月23日  |
| ○    | 征矢貴                                     | 5分3R終了 判定3-0                  | VTJ 7th                                                                              | 2015年9月13日  |
| ○    | 渡辺健太郎                                 | 5分3R終了 判定3-0                  | VTJ in OSAKA                                                                         | 2015年6月21日  |
| ○    | 越智晴雄                                   | 5分3R終了 判定2-0                  | DEEP DREAM IMPACT 2014 〜大晦日SPECIAL〜                                             | 2014年12月31日 |
| ×    | 元谷友貴                                   | 1R 4:59 腕ひしぎ十字固め           | DEEP 67 IMPACT                                                                       | 2014年6月22日  |
| ×    | 神酒龍一                                   | 5分3R終了 判定0-3                  | VTJ 4th 【フライ級トーナメント 1回戦】                                               | 2014年2月23日  |
| △    | マモル                                     | 5分3R終了 判定1-0                  | TRIBE TOKYO FIGHT 〜長南亮引退興行〜                                                 | 2013年10月20日 |
| ×    | DJ.taiki                                   | 2R 1:41 TKO（右アッパー→パウンド） | DEEP 62 IMPACT 【DEEPバンタム級タイトルマッチ】                                      | 2013年4月26日  |
| ×    | ビビアーノ・フェルナンデス                 | 1R 1:46 三角絞め                   | DREAM.18 & GLORY 4 〜大晦日 SPECIAL 2012〜                                           | 2012年12月31日 |
| ○    | 和田竜光                                   | 3R 2:32 チョークスリーパー         | DEEP 59 IMPACT 【DEEPバンタム級タイトルマッチ】                                      | 2012年8月18日  |
| ○    | 大塚隆史                                   | 2R 3:13 チョークスリーパー         | DEEP 57 IMPACT 〜12年目の現実〜 【DEEPバンタム級タイトルマッチ】                     | 2012年2月18日  |
| ×    | 中村"アイアン"浩士                         | 5分3R終了 判定0-3                  | DEEP CAGE IMPACT 2011 in TOKYO 2nd ROUND                                             | 2011年10月29日 |
| ×    | 所英男                                     | 2R 0:43 TKO（タオル投入）          | DREAM JAPAN GP -2011バンタム級日本トーナメント- 【バンタム級日本トーナメント 1回戦】 | 2011年5月29日  |
| ○    | 金原正徳                                   | 1R 1:27 TKO（スタンドパンチ連打）  | 戦極 Soul of Fight                                                                   | 2010年12月30日 |
| ○    | 大塚隆史                                   | 5分3R終了 判定2-0                  | DEEP 50 IMPACT 〜10年目の奇跡〜                                                      | 2010年10月24日 |
| ×    | 大沢ケンジ                                 | 5分3R終了 判定1-2                  | DREAM.14                                                                             | 2010年5月29日  |
| ×    | コール・エスコベド                         | 1R 2:29 KO（左ハイキック）         | DREAM.13                                                                             | 2010年3月22日  |
| ○    | チェイス・ビービ                           | 1R 3:36 チョークスリーパー         | DREAM.12                                                                             | 2009年10月25日 |
| ○    | クレベル・コイケ                           | 1R 4:00 反則失格（ローブロー）     | DEEP OSAKA IMPACT                                                                    | 2009年8月30日  |
| ×    | 高谷裕之                                   | 1R 9:40 TKO（パウンド）            | DREAM.9 フェザー級グランプリ2009 2nd ROUND 【フェザー級グランプリ 2回戦】            | 2009年5月26日  |
| ○    | ミカ・ミラー                               | 2R（10分/5分）終了 判定3-0         | DREAM.7 フェザー級グランプリ2009 開幕戦 【フェザー級グランプリ 1回戦】               | 2009年3月8日   |
| ×    | ハニ・ヤヒーラ                             | 1R 3:30 フロントチョーク           | WEC 36: Faber vs. Brown                                                              | 2008年11月5日  |
| ×    | ミゲール・トーレス                         | 3R終了時 TKO（ドクターストップ）   | WEC 34: Faber vs. Pulver 【WEC世界バンタム級タイトルマッチ】                         | 2008年6月1日   |
| ○    | チャーリー・ヴァレンシア                   | 1R 2:29 KO（左ミドルキック）       | WEC 32: Condit vs. Prater                                                            | 2008年2月13日  |
| △    | キム・ジョンマン                           | 5分3R終了 判定0-0                  | DEEP PROTECT IMPACT in OSAKA                                                         | 2007年12月22日 |
| ○    | ジョニー・フラシェ                         | 1R 3:38 TKO（パウンド）            | PANCRASE 2007 RISING TOUR                                                            | 2007年9月5日   |
| ○    | ダニー・バッテン                           | 5分3R終了 判定3-0                  | PANCRASE 2007 RISING TOUR                                                            | 2007年4月27日  |
| ○    | 井上学                                     | 1R 4:36 TKO（踏みつけ）            | PANCRASE 2007 RISING TOUR                                                            | 2007年2月4日   |
| ×    | ジョー・ピアソン                           | 1R 0:54 フロントチョーク           | PRIDE 武士道 -其の十三-                                                              | 2006年11月5日  |
| ○    | DJ.taiki                                   | 5分3R終了 判定2-1                  | PANCRASE 2006 BLOW TOUR 【フェザー級王座決定トーナメント 決勝】                      | 2006年8月27日  |
| ○    | 山本篤                                     | 2R 4:36 KO（跳び膝蹴り）           | PANCRASE 2006 BLOW TOUR 【フェザー級王座決定トーナメント 1回戦】                     | 2006年6月6日   |
| ×    | DJ.taiki                                   | 2R 0:35 TKO（パンチ）              | PANCRASE 2006 BLOW TOUR                                                              | 2006年3月19日  |
| ×    | 今成正和                                   | 3R 1:31 アンクルホールド           | DEEP 22 IMPACT 【フェザー級トーナメント 決勝】                                       | 2005年12月2日  |
| ○    | ムアンファーレッグ・ギャットウィチアン     | 1R 2:26 KO（サッカーボールキック） | DEEP 22 IMPACT 【フェザー級トーナメント 準決勝】                                     | 2005年12月2日  |
| ○    | TAISHO                                     | 1R 0:32 KO（左ハイキック）         | DEEP 21 IMPACT 【フェザー級トーナメント 1回戦】                                      | 2005年10月28日 |
| ○    | 志田幹                                     | 3R 2:17 KO（パンチ）               | PANCRASE 2005 SPIRAL TOUR                                                            | 2005年9月4日   |
| ○    | コリン・マンサー                           | 1R 2:34 TKO（パウンド）            | PANCRASE 2005 SPIRAL TOUR                                                            | 2005年7月31日  |
| ×    | チャールズ・"クレイジー・ホース"・ベネット | 1R 1:55 KO（右フック）             | PRIDE 武士道 -其の七-                                                                | 2005年5月22日  |
| ○    | 村田卓実                                   | 1R 4:16 腕ひしぎ十字固め           | PANCRASE 2005 SPIRAL TOUR                                                            | 2005年4月10日  |
| △    | 今成正和                                   | 5分3R終了 判定0-1                  | DEEP 18th IMPACT                                                                     | 2005年2月12日  |
| ○    | 築城実                                     | 1R 4:02 KO（右膝蹴り）             | PANCRASE 2004 BRAVE TOUR                                                             | 2004年12月21日 |
| ○    | フレジソン・パイシャオン                   | 5分3R終了 判定3-0                  | PANCRASE 2004 BRAVE TOUR                                                             | 2004年8月22日  |
| ○    | 杉内勇                                     | 1R 1:32 KO（右フック）             | PANCRASE 2004 BRAVE TOUR                                                             | 2004年5月28日  |
| ○    | 梅村寛                                     | 1R 2:26 TKO（パウンド）            | DEEP 14th IMPACT in OSAKA                                                            | 2004年4月18日  |
| ○    | アレッシャンドリ・ソッカ                   | 2R 0:25 KO（パウンド）             | PANCRASE 2004 BRAVE TOUR                                                             | 2004年2月15日  |
| ○    | バレット・ヨシダ                           | 1R 1:29 KO（グラウンドパンチ）     | PANCRASE 2003 HYBRID TOUR                                                            | 2003年11月30日 |
| ○    | 渡辺智史                                   | 5分2R終了 判定3-0                  | PANCRASE 2003 HYBRID TOUR                                                            | 2003年10月4日  |
| ○    | 志田幹                                     | 5分2R終了 判定3-0                  | PANCRASE 2003 HYBRID TOUR 【ネオブラッド・トーナメント フェザー級 決勝】             | 2003年7月27日  |
| ○    | 実原隆浩                                   | 2R 1:05 TKO（パンチ連打）          | PANCRASE 2003 HYBRID TOUR 【ネオブラッド・トーナメント フェザー級 1回戦】            | 2003年7月27日  |
| ○    | 佐藤伸哉                                   | 5分2R終了 判定2-0                  | PANCRASE 2003 HYBRID TOUR                                                            | 2003年6月22日  |
| ○    | 砂辺光久                                   | 5分2R終了 判定3-0                  | PANCRASE 2003 HYBRID TOUR                                                            | 2003年5月18日  |
| ○    | 梅木繁之                                   | 2R 1:29 チョークスリーパー         | PANCRASE 2003 HYBRID TOUR                                                            | 2003年2月16日  |

### アマチュア総合格闘技
| 勝敗 | 対戦相手   | 試合結果           | 大会名                                                             | 開催年月日    |
| ×    | 牧瀬洋人   | 5分1R終了 判定0-3  | 第4回アマチュアパンクラスオープントーナメント 【70kg未満級 2回戦】 | 2002年11月3日 |
| △    | 山田泰範   | 5分2R終了 時間切れ | PANCRASE 2002 SPIRIT TOUR 【パンクラスゲート】                     | 2002年8月25日 |
| △    | 竹内美樹男 | 5分2R終了 時間切れ | PANCRASE 2002 SPIRIT TOUR 【パンクラスゲート】                     | 2002年5月11日 |

### エキシビション
| 勝敗 | 対戦相手 | 試合結果 | 大会名           | 開催年月日    |
| -    | 稲垣克臣 | 2分1R    | 前田吉朗引退興行 | 2022年4月10日 |
| -    | 北方大地 | 2分1R    | 前田吉朗引退興行 | 2022年4月10日 |
| -    | 砂辺光久 | 2分1R    | 前田吉朗引退興行 | 2022年4月10日 |

## 獲得タイトル
- 全国総合格闘技オープントーナメント全国大会 60kg未満級 優勝（2002年）
- 第9回ネオブラッド・トーナメント フェザー級 優勝（2003年）
- 初代フェザー級キング・オブ・パンクラス王座（2006年）
- 第3代DEEPバンタム級王座（2012年）

## 表彰
- WEC ファイト・オブ・ザ・ナイト（1回）